# Le Gorille vous salue bien
Série Le Gorille
La Valse du Gorille
(1959)
Pour plus de détails, voir Fiche technique et Distribution.
Le Gorille vous salue bien est un film d'espionnage français réalisé par Bernard Borderie, sorti en 1958.

## Synopsis
En 1957, en France, « le Gorille », as des services spéciaux, parvient grâce à sa force et à son astuce à démanteler un réseau d'espionnage qui a mis la main sur les secrets atomiques français. Son enquête le mène à un certain Veslot, un diplomate…

## Fiche technique
- Titre : Le Gorille vous salue bien
- Réalisation : Bernard Borderie
- Assistant réalisateur : Jacques Rouffio
- Scénario : Antoine Dominique, Jacques Robert et Bernard Borderie, d'après le roman homonyme d'Antoine Dominique paru en 1954
- Décors : Robert Clavel, assisté d'André Bakst
- Photographie : Louis Page
- Son : Louis Perrin
- Musique : Jean Leccia[1]
- Montage : Jacqueline Brachet et Pierre Gaudin
- Effets spéciaux, bagarres : Gérard Cogan
- Production : Raoul Ploquin
- Sociétés de production : Les Films Raoul Ploquin, Pathé Films, Castor production[2]
- Société de distribution : Pathé Consortium Cinéma
- Tournage : 12 novembre 1957 au 11 janvier 1958
- Pays d'origine :  France
- Langue originale : français
- Format : Noir et blanc — 35 mm - Franscope, 2,35:1 - Son mono
- Genre : Espionnage et action
- Durée : 100 minutes
- Date de sortie : 
  - France : 3 septembre 1958

## Distribution
- Lino Ventura : Géo Paquet, dit « le Gorille »
- Charles Vanel : le colonel Berthomieu, dit « le Vieux », chef d'un service parallèle de contre-espionnage
- Pierre Dux : William Veslot
- Bella Darvi : Isoline
- Marie Sabouret : Chaboute, la femme du « Gorille »
- Jean-Pierre Mocky : Cébu
- René Lefèvre : l'inspecteur Blavet de la DST
- Robert Manuel : Casa
- André Valmy : Mauricet
- Jean Mercure : Ryart, le directeur de la DST
- Jean-Roger Caussimon : Léon
- Henri Crémieux : X.A Pallos
- Robert Berri : Combinat
- Yves Barsacq : Berthier
- René Bergeron : Antoine Legrand, inspecteur de l'hygiène
- Jean-Max : le conseiller Smolen
- Maurice Chevit : le 2e inspecteur de l'hygiène
- Guy Mairesse : le tueur
- Jean-Marie Rivière : Valério
- François Darbon : Popaul
- Jacques Seiler : l'inspecteur principal Antier (crédité J.-François Seiler)
- Guy-Henry : un inspecteur
- Émile Genevois : le geôlier
- Marcel Rouzé : un inspecteur
- Pierre Mirat : un ami de Casa
- Georges Demas : un ami de Casa
- Sylvain Lévignac : un ami de Casa
- Germaine Michel : la mère de Popaul
- Albert Daumergue : le patron du bistrot Le Dantzig
- Lucien Blondeau :
- Michel Bernay :
- Alain Reynaud :

## Autour du film
- Le Gorille vous salue bien est le premier de la trilogie de films du « Gorille »  avec un Lino Ventura en agent secret bourru et pince-sans-rire, au meilleur de sa forme. Le Gorille est un personnage de Dominique Ponchardier, inventeur du mot « barbouze » et barbouze lui-même.
- Lino Ventura n'a interprété le rôle du Gorille que cette unique fois, Roger Hanin lui a succédé l'année suivante pour La Valse du Gorille. La production avait proposé à Lino Ventura de faire un deuxième Gorille, mais il a refusé, ne voulant pas être enfermé dans un rôle.
- Dans la partie où Lino Ventura conduit une Peugeot 203, les scènes prises à l'intérieur du véhicule sont tournées par erreur dans une 403, comme on le voit distinctement aux formes du tableau de bord et des vitres latérales.